# Cordyline congesta
Cordyline congesta är en sparrisväxtart som först beskrevs av Robert Sweet, och fick sitt nu gällande namn av Ernst Gottlieb von Steudel. Cordyline congesta ingår i släktet Cordyline, och familjen sparrisväxter. Inga underarter finns listade i Catalogue of Life.